# Enrique Ruano Casanova
Enrique Ruano Casanova (Madrid, 7 de juliol de 1947 - Madrid, 20 de gener de 1969) va ser un estudiant de Dret i militant antifranquista, mort en circumstàncies no esclarides. Ruano era militant del Frente de Liberación Popular (FLP) i va ser detingut per la policia el 17 de gener de 1969, acusat de repartir propaganda del sindicat Comissions Obreres. Segons la versió oficial, Ruano va ser traslladat el dia 20 a un edifici del carrer General Mola (actualment Príncipe de Vergara) de Madrid, per fer un registre. Segons aquesta versió, Ruano s'hauria llançat al buit per una finestra que donava a un celobert, aprofitant el moment en què li haurien llevat les manilles. Immediatament, la notícia va córrer en els ambients de la lluita antifranquista, on se sospita que en realitat els policies l'haurien assassinat en llançar-lo per la finestra. Aquests fets van atiar l'agitació estudiantil i obrera que va ser intensa en aquests anys 1968-1969 i van servir a les autoritats com a excusa per declarar l'estat d'excepció per primera vegada des de la guerra civil espanyola. La investigació oficial sobre els fets va ser arxivada. La policia va falsificar un suposat diari personal de Ruano en què es palesarien unes presumptes tendències suïcides.
El 1990 la família de Ruano va aconseguir que es reobrís el cas, comptant amb testimoniatges d'alguns veïns que contradeien la versió oficial. Els seus advocats van demostrar la falsedat del diari i que el cos tenia un forat a la clavícula que coincidia amb el que provoca una bala. Tanmateix, l'Audiència Provincial va arxivar el cas pel maig de 1992, en considerar que la responsabilitat penal havia prescrit. El gener de 1994 el Tribunal Suprem va acceptar tornar a obrir el cas. Els tres agents implicats van ser absolts per falta de proves, tot i que els jutges van declarar que existien dubtes raonables sobre la versió oficial.